# Elisabeth Balley
Elisabeth Adjovi Agbessi, épouse Balley, née en 1941 et morte le 17 septembre 2008, est une enseignante et journaliste béninoise.

## Biographie

### Carrière professionnelle et politique
En 1975, sous Mathieu Kerekou elle milite dans son quartier de résidence à Cotonou en réunissant les femmes pour les campagnes d'hygiène et de salubrité. Pendant la période révolutionnaire, elle devient cheffe de district et prend la tête des Femmes du district de Cotonou V. 
Elle est enseignante, journaliste et rédactrice en chef de l'Office de Radiodiffusion et Télévision du Bénin, poste qu'elle occupe avant de décéder en septembre 2008.